# Zwemmen op de Paralympische Zomerspelen 1976
De Ve Paralympische Spelen werden in 1976 gehouden in Toronto, Canada. Zwemmen was een van de 13 sporten die op het programma stonden tijdens deze spelen. De Nederlandse mannen wonnen 12 gouden, 13 zilveren en 6 bronzen medailles. De Belgische mannen wonnen 2 zilveren en 2 bronzen medailles. De Nederlandse vrouwen wonnen in Toronto 25 gouden, 6 zilveren en 2 bronzen medailles

## Evenementen
Er stonden bij het Zwemmen 146 evenementen op het programma. Waarvan 86 voor de mannen en 60 voor de vrouwen.
Er stonden er dit jaar 7 nieuwe afstanden op het programma, De vlinderslag stond dit jaar zelfs als geheel nieuwe discipline op het programma.
- 25 m Rugslag
- 50 m Rugslag
- 100 m Rugslag

- 25 m Schoolslag
- 50 m Schoolslag
- 100 m Schoolslag

- 25 m Vlinderslag
- 50 m Vlinderslag
- 100 m Vlinderslag

- 25 m Vrije Slag
- 50 m Vrije Slag
- 100 m Vrije Slag

- 2x50 m Wisselslag
- 3x25 m Wisselslag

- 3x50 m Wisselslag
- 3x100 m Wisselslag

- 4x50 m Vrije Slag
- 4x50 m Wisselslag

- 4x100 m Wisselslag

## Mannen
| Rank | Land             | Tijd    |
| ---- | ---------------- | ------- |
| 1    | Israël           | 2:07.83 |
| 2    | Polen            | 2:08.89 |
| 3    | Verenigde Staten | 2:25.56 |

| Rank | Land           | Tijd    |
| ---- | -------------- | ------- |
| 1    | West-Duitsland | 2:34.16 |

| Rank | Land      | Tijd    |
| ---- | --------- | ------- |
| 1    | Polen     | 4:18.67 |
| 2    | Nederland | 4:24.68 |
| 3    | Zweden    | 4:30.23 |

| Rank | Land      | Tijd    |
| ---- | --------- | ------- |
| 1    | Israël    | 6:12.65 |
| 2    | Zweden    | 6:16.29 |
| 3    | Nederland | 6:20.58 |

| Rank | Land   | Tijd    |
| ---- | ------ | ------- |
| 1    | Canada | 8:23.97 |

| Rank | Land             | Tijd    |
| ---- | ---------------- | ------- |
| 1    | Israël           | 2:27.45 |
| 2    | Verenigde Staten | 2:38.97 |
| 3    | Mexico           | 2:58.46 |

### 2x50 m  Wisselslag
| Klasse | Snelste tijd | land | Goud     | land | Zilver | land | Brons |
| ------ | ------------ | ---- | -------- | ---- | ------ | ---- | ----- |
| F1     | 1:52.96      | FRA  | B. Perry |      |        |      |       |

### 3x25 m  Wisselslag
| Klasse | Snelste tijd | land | Goud             | land | Zilver     | land | Brons       |
| ------ | ------------ | ---- | ---------------- | ---- | ---------- | ---- | ----------- |
| 2      | 1:12.99      | ISR  | Joseph Wanger    | AUS  | J. Hind    | NED  | Gerrit Pomp |
| 3      | 1:06.21      | ARG  | Gustavo Galindez | ESP  | B. de Five | ISR  | Moshe Levy  |

### 3x50 m  Wisselslag
| Klasse | Snelste tijd | land | Goud               | land | Zilver            | land | Brons            |
| ------ | ------------ | ---- | ------------------ | ---- | ----------------- | ---- | ---------------- |
| 4      | 2:21.82      | POL  | Andrzej Kietlinski | RSA  | M. Vanderriet     | USA  | Scott Robeson    |
| 5      | 2:11.04      | POL  | Ryszard Machowczyk | SWE  | Tore Nilsson      | SWE  | L. Anderson      |
| 6      | 2:10.98      | ISR  | Uri Bergman        | NED  | H. J. M. Legebeke | MEX  | Antonio Castello |
| D1     | 2:42.66      | NED  | J. T. M. Bakx      | FRA  | A. Maillet        | USA  | A. Alcocer       |
| E1     | 3:12.75      | AUT  | Wolfgang Magnet    |      |                   |      |                  |
| F      | 2:23.33      | NED  | Frits Hildebrandt  | POL  | Konrad Kolbik     | ISR  | Shlomo Kuba      |

### 4x50 m  Wisselslag
| Klasse | Snelste tijd | land | Goud            | land | Zilver      | land | Brons            |
| ------ | ------------ | ---- | --------------- | ---- | ----------- | ---- | ---------------- |
| C      | 2:39.79      | POL  | Grzegorz Biela  | SWE  | Sven Eryd   | FRA  | Robert Gallais   |
| C1     | 3:09.27      | NOR  | Erling Trondsen | SUI  | Rene Kummer | FRA  | Finck            |
| D      | 2:55.91      | NED  | Karel Hanse     | SUI  | Hans Schmid | NED  | Gerard van Vliet |
| E      | 3:04.70      | NED  | M. Kers         | BEL  | Eddy de Vos | FRG  | H. Schweizer     |

### 4x100 m  Wisselslag
| Klasse | Snelste tijd | land | Goud           | land | Zilver          | land | Brons   |
| ------ | ------------ | ---- | -------------- | ---- | --------------- | ---- | ------- |
| A      | 6:29.60      | GBR  | James Muirhead | CAN  | Timothy McIsaac | FRA  | Vaccara |
| B      | 6:21.94      | SWE  | S. Verner      | CAN  | B. Arthur       |      |         |

### 25 m Rugslag
| Klasse | Snelste tijd | land | Goud           | land | Zilver        | land | Brons           |
| ------ | ------------ | ---- | -------------- | ---- | ------------- | ---- | --------------- |
| 1A     | 30.58        | GBR  | Mike Kenny     | FIN  | Pekka Kantola | GBR  | A. West         |
| 1B     | 36.45        | SWE  | G. Erikson     | FIN  | Eero Maki     | USA  | Garry Treadwell |
| 1C     | 31.42        | USA  | Robert Ockvirk | CAN  | T. Parker     | GBR  | B. Brooks       |
| 2      | 20.97        | ISR  | Joseph Wanger  | NED  | Gerrit Pomp   | BEL  | Pascal Cornelis |

### 50 m Rugslag
| Klasse | Snelste tijd | land | Goud              | land | Zilver           | land | Brons         |
| ------ | ------------ | ---- | ----------------- | ---- | ---------------- | ---- | ------------- |
| 3      | 42.12        | ISR  | Moshe Levy        | ARG  | Gustavo Galindez | AUS  | Roy Kubig     |
| 4      | 36.84        | USA  | Scott Robeson     | CAN  | B. Fegyverneki   | NED  | E. Plevier    |
| D1     | 41.67        | NED  | J. T. M. Bakx     | FRG  | Wolfgang Goris   | USA  | A. Alcocer    |
| E      | 40.37        | FRG  | H. Schweizer      | NED  | M. Kers          | GBR  | B. Speedy     |
| E1     | 50.61        | AUT  | Wolfgang Magnet   | FRA  | Cailloux         | DEN  | Jorn Nielsen  |
| F      | 38.60        | NED  | Frits Hildebrandt | AUT  | Sepp Gasser      | POL  | Konrad Kolbik |
| F1     | 51.55        | FRA  | B. Perry          |      |                  |      |               |

### 100 m Rugslag
| Klasse | Snelste tijd | land | Goud              | land | Zilver           | land | Brons           |
| ------ | ------------ | ---- | ----------------- | ---- | ---------------- | ---- | --------------- |
| 5      | 1:22.01      | SWE  | Tore Nilsson      | SWE  | L. Anderson      | FRA  | Disarbois       |
| 6      | 1:21.00      | NED  | H. J. M. Legebeke | MEX  | Antonio Castello | FIN  | Jouko Poyry     |
| A      | 1:18.67      | SWE  | Frank Skaret      | GBR  | James Muirhead   | CAN  | Timothy McIsaac |
| B      | 1:24.29      | FRG  | Siegfried Schulz  | SWE  | S. Verner        | SWE  | Petter Fielding |
| C      | 1:16.81      | FRA  | Robert Gallais    | NED  | B. Tenniglo      | POL  | Grzegorz Biela  |
| C1     | 1:41.63      | FIN  | Lasse Eva         | SUI  | Rene Kummer      | FRA  | Finck           |
| D      | 1:19.07      | FRA  | Villatte          | NED  | Karel Hanse      | FRG  | P. Wismath      |

### 25 m Schoolslag
| Klasse | Snelste tijd | land | Goud             | land | Zilver          | land | Brons            |
| ------ | ------------ | ---- | ---------------- | ---- | --------------- | ---- | ---------------- |
| 1A     | 42.56        | GBR  | Mike Kenny       | ARG  | Raul Langhi     | FRA  | Raffin           |
| 1B     | 35.34        | MEX  | Eduardo Monsalvo | USA  | Garry Treadwell | ITA  | Dario Bandinelli |
| 1C     | 31.16        | USA  | Robert Ockvirk   | FRG  | Manfred Emmel   | GBR  | B. Brooks        |
| 2      | 22.91        | ISR  | Joseph Wanger    | RSA  | J. Crouse       | NED  | Gerrit Pomp      |

### 50 m Schoolslag
| Klasse | Snelste tijd | land | Goud              | land | Zilver             | land | Brons            |
| ------ | ------------ | ---- | ----------------- | ---- | ------------------ | ---- | ---------------- |
| 3      | 46.55        | AUT  | Wolfgang Stieg    | POL  | Miroslaw Owczarek  | ARG  | Gustavo Galindez |
| 4      | 46.61        | USA  | Scott Robeson     | POL  | Andrzej Kietlinski | NZL  | D. P. Chambers   |
| D1     | 58.97        | USA  | A. Alcocer        | NED  | J. T. M. Bakx      | FRA  | A. Maillet       |
| E      | 41.27        | ISR  | Daniel Gil Adi    | BEL  | Eddy de Vos        | FRG  | H. Schweizer     |
| E1     | 52.14        | AUT  | Wolfgang Magnet   |      |                    |      |                  |
| F      | 38.42        | NED  | Frits Hildebrandt | POL  | Konrad Kolbik      | FRA  | Gasperini        |

### 100 m Schoolslag
| Klasse | Snelste tijd | land | Goud              | land | Zilver             | land | Brons              |
| ------ | ------------ | ---- | ----------------- | ---- | ------------------ | ---- | ------------------ |
| 5      | 1:42.74      | SWE  | Tore Nilsson      | POL  | Wojciech Monterial | POL  | Ryszard Machowczyk |
| 6      | 1:40.95      | NED  | H. J. M. Legebeke | NED  | Harry Lamberts     | SWE  | O. Tjarnberg       |
| A      | 1:34.11      | SWE  | Frank Skaret      | NOR  | Hans Anton Aalien  | SWE  | Stuce Djupenstrom  |
| B      | 1:30.21      | NOR  | Idar Hunstad      | SWE  | S. Verner          | SWE  | Anders Eriksson    |
| C      | 1:27.44      | POL  | Grzegorz Biela    | SWE  | Sven Eryd          | FRA  | Robert Gallais     |
| C1     | 1:52.32      | SUI  | Rene Kummer       | CAN  | Denis Lapalme      | FRA  | Finck              |
| D      | 1:31.11      | NED  | Karel Hanse       | FRG  | Jurgen Knodel      | FRA  | Villatte           |

### 25 m Vlinderslag
| Klasse | Snelste tijd | land | Goud             | land | Zilver        | land | Brons         |
| ------ | ------------ | ---- | ---------------- | ---- | ------------- | ---- | ------------- |
| 2      | 20.90        | USA  | Mark Borgstrom   | AUS  | J. Hind       | ISR  | Joseph Wanger |
| 3      | 19.31        | ARG  | Gustavo Galindez | ISR  | Moshe Levy    | ARG  | Luis Perez    |
| 4      | 16.54        | USA  | Scott Robeson    | RSA  | M. Vanderriet | ISR  | Shlomo Pinto  |

### 50 m Vlinderslag
| Klasse | Snelste tijd | land | Goud      | land | Zilver             | land | Brons       |
| ------ | ------------ | ---- | --------- | ---- | ------------------ | ---- | ----------- |
| 5      | 37.96        | GBR  | D. Bonnar | ISR  | Moshe Cohen        | SWE  | L. Anderson |
| E      | 39.71        | NED  | M. Kers   | FIN  | Reino Jaaskelainen | BEL  | Eddy de Vos |

### 100 m Vlinderslag
| Klasse | Snelste tijd | land | Goud            | land | Zilver            | land | Brons            |
| ------ | ------------ | ---- | --------------- | ---- | ----------------- | ---- | ---------------- |
| 6      | 1:14.64      | ISR  | Uri Bergman     | NED  | Harry Lamberts    | MEX  | Antonio Castello |
| A      | 1:01.85      | GBR  | James Muirhead  | CAN  | Timothy McIsaac   | FRA  | Vaccara          |
| B      | 1:24.88      | SWE  | S. Verner       | POL  | Roman Reszczynski |      |                  |
| C      | 1:12.14      | POL  | Grzegorz Biela  | SWE  | Sven Eryd         | SWE  | Hans Lindstrom   |
| C1     | 1:25.48      | NOR  | Erling Trondsen | SUI  | Rene Kummer       |      |                  |
| D      | 1:19.63      | FRG  | P. Wismath      | SUI  | Hans Schmid       | FRG  | Jurgen Knodel    |

### 25 m Vrije Slag
| Klasse | Snelste tijd | land | Goud           | land | Zilver           | land | Brons            |
| ------ | ------------ | ---- | -------------- | ---- | ---------------- | ---- | ---------------- |
| 1A     | 31.59        | GBR  | Mike Kenny     | GBR  | A. West          | FIN  | Pekka Kantola    |
| 1B     | 22.78        | USA  | Stephen Kempf  | ITA  | Dario Bandinelli | MEX  | Eduardo Monsalvo |
| 1C     | 26.72        | USA  | Robert Ockvirk | FRG  | Manfred Emmel    | FIN  | Kari Lahtinen    |
| 2      | 18.31        | ISR  | Joseph Wanger  | USA  | Mark Borgstrom   | AUS  | J. Hind          |

### 50 m Vrije Slag
| Klasse | Snelste tijd | land | Goud              | land | Zilver           | land | Brons           |
| ------ | ------------ | ---- | ----------------- | ---- | ---------------- | ---- | --------------- |
| 3      | 37.87        | ESP  | B. de Five        | ARG  | Gustavo Galindez | SWE  | K. Karlsson     |
| 4      | 30.96        | USA  | Scott Robeson     | ISR  | Shlomo Pinto     | RSA  | M. Vanderriet   |
| D1     | 38.59        | FRG  | Wolfgang Goris    | NED  | J. T. M. Bakx    | FRA  | A. Maillet      |
| E      | 32.79        | ISR  | Daniel Gil Adi    | NED  | M. Kers          | FIN  | Atte Karkkainen |
| E1     | 53.09        | AUT  | Wolfgang Magnet   | DEN  | Jorn Nielsen     |      |                 |
| F      | 33.09        | NED  | Frits Hildebrandt | ISR  | Amran Cohen      | POL  | Konrad Kolbik   |
| F1     | 48.55        | FRA  | B. Perry          |      |                  |      |                 |

### 100 m Vrije Slag
| Klasse | Snelste tijd | land | Goud            | land | Zilver          | land | Brons           |
| ------ | ------------ | ---- | --------------- | ---- | --------------- | ---- | --------------- |
| 5      | 1:13.19      | AUT  | Hannes Paragger | NED  | H. G. Heynen    | SWE  | L. Anderson     |
| 6      | 1:04.06      | ISR  | Uri Bergman     | EGY  | Hafiz           | NED  | Harry Lamberts  |
| A      | 1:08.21      | SWE  | Frank Skaret    | GBR  | James Muirhead  | CAN  | Timothy McIsaac |
| B      | 1:10.29      | SWE  | S. Verner       | SWE  | Anders Eriksson | FRG  | Uwe Duske       |
| C      | 1:03.30      | POL  | Grzegorz Biela  | SWE  | Hans Lindstrom  | SWE  | Sven Eryd       |
| C1     | 1:11.11      | NOR  | Erling Trondsen | SUI  | Rene Kummer     | CAN  | Denis Lapalme   |
| D      | 1:04.11      | FRG  | P. Wismath      | NED  | Karel Hanse     | SWE  | J. Friesland    |

## Vrouwen
| Rank | Land             | Tijd    |
| ---- | ---------------- | ------- |
| 1    | Nederland        | 2:33.29 |
| 2    | Verenigde Staten | 2:38.50 |
| 3    | Polen            | 2:45.79 |

| Rank | Land      | Tijd    |
| ---- | --------- | ------- |
| 1    | Nederland | 4:28.59 |
| 2    | Polen     | 4:49.87 |

| Rank | Land   | Tijd    |
| ---- | ------ | ------- |
| 1    | Canada | 9:48.98 |

| Rank | Land      | Tijd    |
| ---- | --------- | ------- |
| 1    | Nederland | 6:46.68 |

| \| Rank \| Land \| Tijd \| \| ---- \| ---------------- \| ------- \| \| 1 \| Nederland \| 3:11.32 \| \| 2 \| Verenigde Staten \| 3:17.90 \| |                  |         |
| Rank | Land             | Tijd    |
| 1 | Nederland        | 3:11.32 |
| 2 | Verenigde Staten | 3:17.90 |

### 3x25 m  Wisselslag
| Klasse | Snelste tijd | land | Goud        | land | Zilver       | land | Brons             |
| ------ | ------------ | ---- | ----------- | ---- | ------------ | ---- | ----------------- |
| 2      | 1:23.92      | NED  | L. L. Duine | AUS  | Lyn Michael  | FRG  | D. Weber          |
| 3      | 1:18.31      | ESP  | M. Herreras | SWE  | M. Tufuesson | ARG  | Marcella Rizzotto |

### 3x50 m  Wisselslag
| Klasse | Snelste tijd | land | Goud               | land | Zilver           | land | Brons        |
| ------ | ------------ | ---- | ------------------ | ---- | ---------------- | ---- | ------------ |
| 4      | 2:44.05      | POL  | Mieczyslaw Sobczak | GBR  | D. Smith         | GBR  | J. Orpwood   |
| 5      | 2:31.40      | NED  | Marijke Ruiter     | POL  | Renata Mathiesen | NED  | R. Adelerhof |
| 6      | 2:14.87      | NED  | L. Her Beek        | POL  | Barbara Kopycka  | SWE  | K. Wiksen    |

### 4x50 m  Wisselslag
| Klasse | Snelste tijd | land | Goud        | land | Zilver                 | land | Brons             |
| ------ | ------------ | ---- | ----------- | ---- | ---------------------- | ---- | ----------------- |
| D      | 3:03.67      | GBR  | M. Vaughan  | SWE  | Britt-Marie Samuelsson | POL  | Krystyna Sikorska |
| E      | 3:30.06      | NED  | J. Evertsen |      |                        |      |                   |

### 4x100 m  Wisselslag
| Klasse | Snelste tijd | land | Goud        | land | Zilver  | land | Brons |
| ------ | ------------ | ---- | ----------- | ---- | ------- | ---- | ----- |
| B      | 8:14.65      | CAN  | D. Choptain | CAN  | Simmons |      |       |

### 25 m Rugslag
| Klasse | Snelste tijd | land | Goud            | land | Zilver           | land | Brons                 |
| ------ | ------------ | ---- | --------------- | ---- | ---------------- | ---- | --------------------- |
| 1A     | 36.35        | GBR  | S. Sherrill     | MEX  | Josefina Cornejo | USA  | Karen Donaldson       |
| 1B     | 31.56        | NED  | H. Hilberink    | MEX  | Martha Sandoval  | SUI  | Caroline Troxler-Kung |
| 1C     | 34.07        | ISR  | Ariela Cohen    | USA  | Sharon Myers     | FRG  | Liebrecht             |
| 2      | 26.52        | ISR  | Bella Weinstock | NED  | L. L. Duine      | USA  | Syd Jacobs            |

### 50 m Rugslag
| Klasse | Snelste tijd | land | Goud            | land | Zilver               | land | Brons       |
| ------ | ------------ | ---- | --------------- | ---- | -------------------- | ---- | ----------- |
| 3      | 45.54        | USA  | Elena-Marie Bey | SWE  | M. Tufuesson         | RSA  | M. Schaefer |
| 4      | 47.57        | NOR  | Bente Gronli    | NED  | J. Fokkinga-de Zeeuw | GBR  | D. Smith    |
| E      | 46.09        | NED  | J. Evertsen     |      |                      |      |             |

### 100 m Rugslag
| Klasse | Snelste tijd | land | Goud           | land | Zilver                 | land | Brons                    |
| ------ | ------------ | ---- | -------------- | ---- | ---------------------- | ---- | ------------------------ |
| 5      | 1:21.76      | NED  | Marijke Ruiter | NED  | R. Adelerhof           | NED  | J. P. M. Backx-de Backer |
| 6      | 1:22.84      | NED  | L. Her Beek    | FRA  | Heller                 |      |                          |
| A      | 1:51.28      | USA  | L. Schuerot    | NED  | M. Kortekaas           | USA  | R. Collett               |
| B      | 1:41.52      | CAN  | D. Choptain    | USA  | L. Lex                 |      |                          |
| C      | 1:45.06      | AUS  | Gail Nicholson |      |                        |      |                          |
| D      | 1:25.19      | GBR  | M. Vaughan     | SWE  | Britt-Marie Samuelsson | CAN  | J. Mitchell              |

### 25 m Schoolslag
| Klasse | Snelste tijd | land | Goud         | land | Zilver          | land | Brons                 |
| ------ | ------------ | ---- | ------------ | ---- | --------------- | ---- | --------------------- |
| 1A     | 53.04        | GBR  | S. Sherrill  |      |                 |      |                       |
| 1B     | 37.84        | NED  | H. Hilberink | MEX  | Martha Sandoval | SUI  | Caroline Troxler-Kung |
| 1C     | 31.21        | ISR  | Ariela Cohen | USA  | Sharon Myers    |      |                       |
| 2      | 26.52        | FRG  | Margit Quell | NED  | L. L. Duine     | FRG  | D. Weber              |

### 50 m Schoolslag
| Klasse | Snelste tijd | land | Goud               | land | Zilver        | land | Brons            |
| ------ | ------------ | ---- | ------------------ | ---- | ------------- | ---- | ---------------- |
| 3      | 51.14        | USA  | Elena-Marie Bey    | ESP  | M. Herreras   | POL  | Anna Pogorzelska |
| 4      | 55.57        | POL  | Mieczyslaw Sobczak | ISR  | Ora Goldstein | GBR  | J. Orpwood       |
| E      | 48.24        | NED  | J. Evertsen        |      |               |      |                  |

### 100 m Schoolslag
| Klasse | Snelste tijd | land | Goud           | land | Zilver                 | land | Brons            |
| ------ | ------------ | ---- | -------------- | ---- | ---------------------- | ---- | ---------------- |
| 5      | 1:39.88      | NED  | Marijke Ruiter | POL  | Lidia Rothe            | POL  | Renata Mathiesen |
| 6      | 1:45.46      | NED  | L. Her Beek    | POL  | Barbara Kopycka        |      |                  |
| A      | 1:48.07      | NED  | M. Kortekaas   | SWE  | Eila Nilsson           | USA  | R. Collett       |
| B      | 1:57.38      | CAN  | D. Choptain    |      |                        |      |                  |
| D      | 1:40.98      | FRG  | M. Vaughan     | SWE  | Britt-Marie Samuelsson | SWE  | Helen Ronnegard  |

### 25 m Vlinderslag
| Klasse | Snelste tijd | land | Goud            | land | Zilver      | land | Brons             |
| ------ | ------------ | ---- | --------------- | ---- | ----------- | ---- | ----------------- |
| 2      | 23.12        | NED  | L. L. Duine     | FRG  | D. Weber    | USA  | Syd Jacobs        |
| 3      | 19.51        | USA  | Elena-Marie Bey | ESP  | M. Herreras | ARG  | Marcella Rizzotto |
| 4      | 26.00        | AUS  | Pauline English | GBR  | D. Smith    | USA  | Barbara Palombi   |

### 50 m Vlinderslag
| Klasse | Snelste tijd | land | Goud           | land | Zilver       | land | Brons        |
| ------ | ------------ | ---- | -------------- | ---- | ------------ | ---- | ------------ |
| 5      | 41.33        | NED  | Marijke Ruiter | SWE  | J. Tornkuiss | ISR  | Rachel Tassa |
| E      | 47.71        | NED  | J. Evertsen    |      |              |      |              |

### 100 m Vlinderslag
| Klasse | Snelste tijd | land | Goud                | land | Zilver            | land | Brons      |
| ------ | ------------ | ---- | ------------------- | ---- | ----------------- | ---- | ---------- |
| 6      | 1:35.62      | FRA  | Heller              | NED  | L. Her Beek       |      |            |
| A      | 2:34.36      | USA  | R. Collett          |      |                   |      |            |
| B      | 1:45.35      | POL  | Helena Zajaczkowska |      |                   |      |            |
| D      | 1:23.20      | GBR  | M. Vaughan          | POL  | Krystyna Sikorska | AUT  | Hargreiter |

### 25 m Vrije Slag
| Klasse | Snelste tijd | land | Goud         | land | Zilver      | land | Brons           |
| ------ | ------------ | ---- | ------------ | ---- | ----------- | ---- | --------------- |
| 1A     | 35.78        | GBR  | S. Sherrill  |      |             |      |                 |
| 1B     | 31.98        | NED  | H. Hilberink | FRA  | Tournier    | ITA  | Rosa Sicari     |
| 1C     | 31.53        | ISR  | Ariela Cohen |      |             |      |                 |
| 2      | 20.20        | NED  | L. L. Duine  | AUS  | Lyn Michael | ISR  | Bella Weinstock |

### 50 m Vrije Slag
| Klasse | Snelste tijd | land | Goud            | land | Zilver           | land | Brons       |
| ------ | ------------ | ---- | --------------- | ---- | ---------------- | ---- | ----------- |
| 3      | 35.47        | USA  | Elena-marie Bey | POL  | Anna Pogorzelska | ESP  | M. Herreras |
| 4      | 39.45        | POL  | Soczak          | USA  | Mickey Strole    | GBR  | D. Smith    |
| D1     | 51.37        | USA  | P. Martin       |      |                  |      |             |
| E      | 38.06        | NED  | J. Evertsen     |      |                  |      |             |

### 100 m Vrije Slag
| Klasse | Snelste tijd | land | Goud                | land | Zilver                 | land | Brons             |
| ------ | ------------ | ---- | ------------------- | ---- | ---------------------- | ---- | ----------------- |
| 5      | 1:16.82      | NED  | Marijke Ruiter      | POL  | Renata Mathiesen       | POL  | Lidia Rothe       |
| 6      | 1:14.73      | NED  | L. Her Beek         | FRA  | Heller                 |      |                   |
| A      | 1:36.97      | NED  | M. Kortekaas        | SWE  | Eila Nilsson           | USA  | R. Collett        |
| B      | 1:35.39      | POL  | Helena Zajaczkowska | CAN  | Simmons                |      |                   |
| C      | 1:28.40      | AUS  | Gail Nicholson      |      |                        |      |                   |
| D      | 1:15.32      | GBR  | M. Vaughan          | SWE  | Britt-Marie Samuelsson | POL  | Krystyna Sikorska |

Atletiek · Basketbal · Boogschieten · Dartchery · Gewichtheffen · Goalball · Koersbal · Schermen · Schietsport · Snooker · Tafeltennis · Volleybal · Zwemmen
Rome 1960 ·
Tokio 1964 ·
Tel Aviv 1968 ·
Heidelberg 1972 ·
Toronto 1976 ·
Arnhem 1980 ·
New York & Stoke Mandeville 1984 ·
Seoel 1988 ·
Barcelona 1992 ·
Atlanta 1996 ·
Sydney 2000 ·
Athene 2004 ·
Peking 2008 ·
Londen 2012 ·
Rio de Janeiro 2016 ·
Tokio 2020 ·
Parijs 2024 ·
Los Angeles 2028